# مقلاة
المِقلاة (الجمع: مَقَالِي) أو المِقلى وتسمى في مصر باسم طاسة وفي العراق: الطاوة وبـ: الطواية في بعض أنحاء سورية. وفي اليمن الصُلَّة وفي الإمارات: مِقْلَة (بالإنجليزية: Skillet أو Frypan أو Frying pan)‏. هي أداة مطبخ تستعمل لقلي الطعام.

## التأثيل
طاوة وطواية كلمتان معربتان من كلمة طاوه التركية والتي تعني مِقلى.